# Peter Nahlin
Peter Nahlin (ur. 1 maja 1968 w Eskilstunie) – szwedzki żużlowiec.

## Kariera żużlowa
W latach 1985–2003 szesnastokrotnie wystąpił w finałach mistrzostw Szwecji seniorów, zdobywając dwa medale: srebrny (1991) i brązowy (1988). W roku 1988 osiągnął największy sukces w karierze, zdobywając w miejscowości Slaný tytuł Mistrza Świata Juniorów. Dwukrotnie (1991, 1992) zdobył srebrne medale na Drużynowych Mistrzostwach Świata. W latach 1991–1997 występował na torach w Polsce, kolejno w klubach: Apator Toruń (1991), Polonia Piła (1992), Morawski Zielona Góra (1994) i Polonia Bydgoszcz (1997). Jest dwukrotnym medalistą Drużynowych Mistrzostw Polski: złotym (1997) oraz brązowym (1991). W latach 1988–1990 startował w lidze brytyjskiej, reprezentując klub Swindon Robins.
W roku 2005 został nominowany (jako rezerwa toru) do startu w Grand Prix Szwecji. Po taśmie Andreasa Jonssona wystąpił w jednym biegu, jednak nie zdobył punktu. W klasyfikacji końcowej zajął 30. miejsce.

## Starty w Grand Prix
| Klasyfikacja końcowa: | Klasyfikacja końcowa: | 30   | 0    | numer stały (18) | numer stały (18) |
| Lp.                   | Grand Prix            | Msc. | Pkt. | Biegi            | Nr start         |
| 2 /9                  | GP Szwecji            | 18   | 0    | (0)              | 18               |

|  | stały uczestnik cyklu                                           |
|  | dzika karta, rezerwa toru lub rezerwowy                         |
|  | zawodnik niesklasyfikowany (rezerwa toru bez startu w zawodach) |